# Theodore Soderberg
Theodore Soderberg (* 31. Januar 1890 in Somerset, Wisconsin; † 19. Dezember 1971 in Glendale, Kalifornien) war ein US-amerikanischer Tontechniker.

## Leben
Theodore Soderberg wurde 1890 in Somerset, Wisconsin geboren. Er arbeitete bei Universal Pictures und war als Sound Director für den Film Frauen am Scheidewege verantwortlich. Bei der Oscarverleihung 1935 erhielt Soderberg für seine Tätigkeit bei diesem Schwarz-Weiß-Film eine Nominierung in der Kategorie Bester Ton. 
Im Alter von 81 Jahren starb Theodore Soderberg am 19. Dezember 1971 in Glendale, Kalifornien.